# Джаксън (окръг, Орегон)
Вижте пояснителната страница за други населени места с името Джаксън.
Окръг Джаксън (на английски: Jackson County) е окръг в щата Орегон, Съединени американски щати. Площта му е 7257 km², а населението - 201138 души (2000). Административен център е град Медфорд.

## Градове
- Ашлънд
- Бют Фолс
- Голд Хил
- Джаксънвил
- Ийгъл Пойнт
- Роуг Ривър
- Сентрал Пойнт
- Талънт
- Шейди Коув
- Финикс